# Spálov
Spálov är en köping i Tjeckien.   Den ligger i distriktet Okres Nový Jičín och regionen Mähren-Schlesien, i den östra delen av landet, 240 km öster om huvudstaden Prag. Spálov ligger 550 meter över havet och antalet invånare är 929.
Terrängen runt Spálov är platt åt nordväst, men åt sydost är den kuperad. Runt Spálov är det ganska tätbefolkat, med 62 invånare per kvadratkilometer. Närmaste större samhälle är Hranice, 17,4 km söder om Spálov. Omgivningarna runt Spálov är en mosaik av jordbruksmark och naturlig växtlighet.